# Polskie Towarzystwo Wydawców Książek
Polskie Towarzystwo Wydawców Książek (PTWK) – jedno z najstarszych polskich stowarzyszeń twórczo-zawodowych. Powstało w roku 1921, jako Sekcja Księgarzy-Wydawców w Powszechnym Związku Księgarzy i Wydawców Polskich (w 1926 roku nazwa Sekcji została zmieniona na Polskie Towarzystwo Wydawców Książek). Do lipca 1950 roku PTWK było zrzeszeniem przedsiębiorstw wydawniczych. Miało na celu ochronę interesów wydawców, organizowanie ruchu wydawniczego
i upowszechnianie czytelnictwa. Zajmowało się pomocą w zdobywaniu materiałów niezbędnych do wydawania książek, normowało stosunki wydawców z księgarzami, pomagało w organizowaniu eksportu i egzekwowaniu płatności od odbiorców książek, umożliwiało wydawcom inwestycje. Prowadziło ożywioną akcję upowszechniania polskiej książki w kraju i za granicą. Organizowało akcje propagandowe, wystawy książek, wydawało katalogi działowe.

## Okupacja i działalność powojenna
Podczas okupacji skupione w PTWK środowisko polskich wydawców działało w konspiracji. Wydawcy razem z księgarzami uratowali wielką liczbę egzemplarzy książek proskrybowanych przez Niemców i zorganizowali ich rozpowszechnianie, zwłaszcza wśród młodzieży, uczącej się na tajnych kompletach i uniwersytetach oraz – książki z zakresu wiedzy wojskowej – żołnierzom AK. Towarzystwo zainicjowało różne formy opieki i pomocy polskim pisarzom i uczonym, głównie przez zawieranie z nimi umów wydawniczych na napisanie dzieł, które miały być wydane po wojnie. PTWK, wraz ze Związkiem Księgarzy Polskich, powołało w 1940 r. Tymczasowy Komitet Porozumiewawczy Organizacji Księgarskich, przekształcony w 1943 r. w Tymczasową Radę Księgarstwa Polskiego. Na czele Komitetu stał Jan Stanisław Gebethner, następnie pracami Rady kierował Stanisław Pazyra. Rada prowadziła intensywne prace przygotowawcze do odbudowy ruchu wydawniczego i księgarstwa po wojnie. Dotyczyły one spraw programowych, organizacyjnych, ekonomicznych, technicznych, prawnych. Umożliwiło to rozpoczęcie jawnej działalności z gotowym programem natychmiast po zakończeniu wojny. W lutym 1945 r. przedstawiciele Rady z Janem Stanisławem Gebethnerem na czele przedłożyli w Lublinie nowym władzom obszerny memoriał, opisujący dorobek prac przygotowanych w okresie okupacji. Towarzystwo uczestniczyło w pierwszym po wojnie Międzynarodowym Kongresie Wydawców w Genewie w 1947 r. Powojenne PTWK zajęło się przede wszystkim upowszechnianiem książki, organizując wystawy i kiermasze książek, oraz prowadząc stałą audycję w Polskim Radiu, propagującą nowości wydawnicze. W 1949 roku powstał dwutygodnik Nowe Książki oraz Biuletyn Prasowy PTWK Książka w Polsce. Zaczęto również gromadzić materiały bibliograficzne, dotyczące bieżącego ruchu wydawniczego w kraju. Ta działalność została przerwana w 1950 roku, wraz z likwidacją prywatnych wydawnictw.
PTWK reaktywowano w grudniu 1956 roku, jako organizację skupiająca wydawnictwa oraz zawodowo-twórcze stowarzyszenie osób zajmujących się pracą wydawniczą. W latach 1983–1996 działało Wydawnictwo PTWK, które wydało m.in. trzy numery pierwszego profesjonalnego pisma wydawców polskich Editor, pod redakcją Leona Marszałka. PTWK zainicjowało też przygotowaną przy udziale kilkunastu ośrodków naukowych bibliografię niepublikowanych prac, poświęconych historii polskiego ruchu wydawniczego, pod redakcją prof. Marianny Mlekickiej. PTWK patronuje gromadzeniu haseł do publikacji Kto jest kim w polskim świecie książki (publikacja na łamach czasopisma Wydawca od 2000 roku). Jest też jednym z inicjatorów, a przez wiele lat także współorganizatorów Międzynarodowych Targów Książki w Warszawie i Targów Książki Akademickiej ATENA w Warszawie oraz pomysłodawcą i głównym organizatorem odbywających się od 2002 roku Poznańskich Spotkań Targowych Książka dla Dzieci, Młodzieży i Rodziców. Współorganizuje Poznańskie Dni Książki Naukowej (od 1996 roku), Kwartalny Przegląd Nowości Książka Wiosny, Lata, Jesieni i Zimy w Poznaniu (od 1998 wraz z Biblioteką Raczyńskich) i Ranking Polskich Drukarń Dziełowych (z miesięcznikiem Wydawca).
Szczególnie zasłużonym dla ruchu wydawniczego i upowszechniania polskiej książki Towarzystwo przyznaje Honorową Odznakę PTWK oraz Medal Pamiątkowy PTWK. Za swoją działalność Towarzystwo uhonorowane zostało Złotym Medalem „Zasłużony Kulturze Gloria Artis” oraz Wyróżnieniem Zasłużony dla Warszawy.

## Nagrody i konkursy
Towarzystwo jest organizatorem nagród i konkursów:
- Konkurs na Najlepiej Wydaną Książkę Roku (od 1957 roku), przekształcony następnie w Konkurs Najpiękniejsze Książki Roku. Idea corocznego konkursu zrodziła się wśród ludzi książki: grafików, typografów, edytorów i poligrafów i została zaczerpnięta z podobnych konkursów na najlepiej wydaną książkę roku, związanych z lipskimi targami książki i odbywających się w obu państwach niemieckich i Szwajcarii. Z okazji jubileuszu PTWK wydało album pt. Artyści polskiej książki. 50 lat konkursu PTWK, poświęcony sztuce książki i jej twórcom[4].

- Konkurs Literacki PTWK (najstarsza nagroda PTWK), odbywający się w trybie biennale, w kategoriach: poezja, proza, esej, literatura dla dzieci. Od 1998 roku współorganizatorem konkursu jest Biblioteka Raczyńskich w Poznaniu. Jest to nagroda promująca młodych twórców, zainicjowana w 1925 roku. Jej laureatami byli Jarosław Iwaszkiewicz, Maria Dąbrowska, Jan Lechoń, Kazimierz Wierzyński. Po wojnie została reaktywowana w 1958 roku, wówczas otrzymał ją Marek Hłasko za Pierwszy krok w chmurach[5].

- Konkurs im. Leona Marszałka, wznowiony w 2001 roku jako odnowiona forma konkursu odbywającego się w latach 1983–1996, na najlepsze prace dyplomowe (licencjackie, magisterskie, doktorskie), poświęcone historii polskiego ruchu wydawniczego[6].

- Nagroda Wydawców (w 1998 roku nazwa zmieniona na Nagrodę Wydawców i Księgarzy Polskich). Przyznawana od 1996 roku. Jej laureatami byli: ks. prof. Józef Tischner, Gustaw Herling-Grudziński, Norman Davies, Ryszard Kapuściński i Wojciech Jagielski[7].

- IKAR Nagroda Sezonu Wydawniczo-Księgarskiego (od 2008 roku). Laureatami Nagrody byli m.in.: Wydawnictwo Dolnośląskie (1995), Władysław Kopaliński (1996), Wydawnictwo Literackie (1997), SW Czytelnik (1998), Ryszard Kapuściński (1999), ks. Jan Twardowski (2000), EMPIK spółka z o.o. (2001), Powiatowa i Miejska Biblioteka Publiczna im. Jana Wiktora w Bochni (2002), Biblioteka Narodowa w Warszawie (2003). Po pięcioletniej przerwie: Tygodnik Polityka (2008), Marek Krawczyk (2009), Porozumienie Wydawców Książki Historycznej (2010), PIW (2011), Jacek i Krzysztof Olesiejukowie, Firma Księgarska Olesiejuk (2012). Od 2013 Honorowa Nagroda Warszawskich Targów Książki IKAR: Józef Hen (2013), Wiesław Myśliwski (2014), Jacek Bocheński (2015), Eustachy Rylski (2016)[8].

## Studium PTWK
Ważne miejsce w działalności Towarzystwa zajmują różnego rodzaju formy kształcenia i doskonalenia zawodowego pracowników wydawnictw. Od 1963 roku w ramach Studium PTWK Towarzystwo organizuje szkolenia zawodowe, m.in. dla redaktorów merytorycznych i technicznych (DTP/PrePress), redaktorów prowadzących, korektorów, fotoedytorów, oraz kursy kultury języka polskiego, prawa autorskiego, kreatywnego projektowania (wydawnicza grafika komputerowa), marketingu wydawniczego i reklamy, przygotowanie publikacji elektronicznych w formatach EPUB i MOBI. W ciągu 50 lat kursy PTWK ukończyło ok. 8000 osób.

## Prezesi PTWK
Od 1921 do 1935 roku władzą naczelną Towarzystwa był Sekretariat, z sekretarzem generalnym na czele:
- Stanisław Jan Arct, sekretarz generalny – Polski Związek Księgarzy i Wydawców (1921 – 1926)
- Kazimierz Gubrynowicz i Wojciech Gottlieb, wydawcy lwowscy (1927 – 1929)
- Stanisław Jan Arct, sekretarz generalny (1930 – 1935)

Prezesi:
- Jan Piątek (1935 – 1938)
- Jan Stanisław Gebethner (1938 – 1945), więziony na Pawiaku, zwolniony w marcu 1940, roku pełnił funkcję prezesa konspiracyjnej organizacji wydawców aż do 1945 r.
- Wacław Tułodziecki (07.1945 – 01.1946)
- Jan Piątek, p.o. (01.1946 – 11.1946)
- Jerzy Borejsza (11.1946 – 04.1948)
- Julian Maliniak (04.1948 – 04.1949)
- Adam Bromberg (04.1949 – 06.1950)
- Adam Ostrowski (1956 – 1967)
- Leon Marszałek (1967 – 1970)
- Tadeusz Kaczmarek, p.o. (1970 – 1972)
- Andrzej Wasilewski (1972 – 1979)
- Zbigniew Gajczyk (1979 – 1980)
- Stanisław Bębenek (1980 – 1988)
- Andrzej Kurz (1988 – 1991)
- Andrzej Karpowicz (1991 – 1996)
- Janusz Fogler (1996 – 2005)
- Rafał Skąpski (2005 – do chwili obecnej)